# Hàng gia dụng

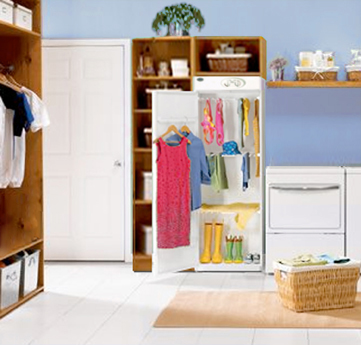
Ảnh minh họa về các hàng gia dụng thường ngày trong cuộc sống

Hàng gia dụng là những hàng hóa và các sản phẩm được sản xuất, chế tạo, mua bán với mục đích chủ yếu là sử dụng trong các hộ gia đình phục vụ cho cuộc sống tiện nghi của cá nhân và gia đình, là một thành phần của hàng dân dụng. Đây là những tài sản hữu hình và thuộc loại động sản, mang tính cá nhân. Hàng gia dụng là một phần quan trọng của nền kinh tế của một quốc gia với sự tiêu thụ rộng rãi vì đáp ứng cho nhu cầu cuộc sống hàng ngày.

## Phân loại
Các doanh nghiệp sản xuất hàng tiêu dùng gia đình được xếp vào loại hàng dân dụng có tính chu kỳ, theo phân loại kinh doanh Thomson Reuters. Các doanh nghiệp này được chia thành ba nhóm con:
- Điện tử tiêu dùng,
- Đồ gia dụng[3], công cụ và đồ dùng gia đình
- Nội thất gia đình (như đồ nội thất)

### Điện tử tiêu dùng

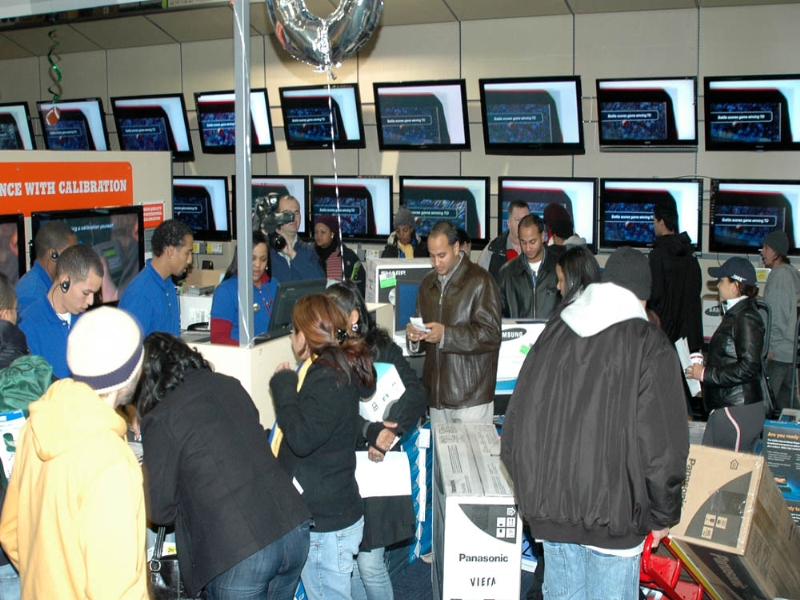
Đám đông mua sắm tại phần TV màn hình phẳng của cửa hàng Best Buy

Điện tử tiêu dùng là các thiết bị điện tử dành cho sử dụng cá nhân hoặc gia đình. Chúng được sử dụng để đáp ứng nhu cầu sinh hoạt, giải trí, hoặc liên lạc cá nhân. Các thiết bị này bao gồm máy thu thanh, TV màn hình phẳng, đầu DVD, phim DVD, iPod, video game, xe hơi điều khiển từ xa, điện thoại, điện thoại di động, máy tính xách tay có khả năng kết nối mạng, máy tính để bàn, máy in, máy hủy giấy, và nhiều thiết bị khác.

### Đồ gia dụng

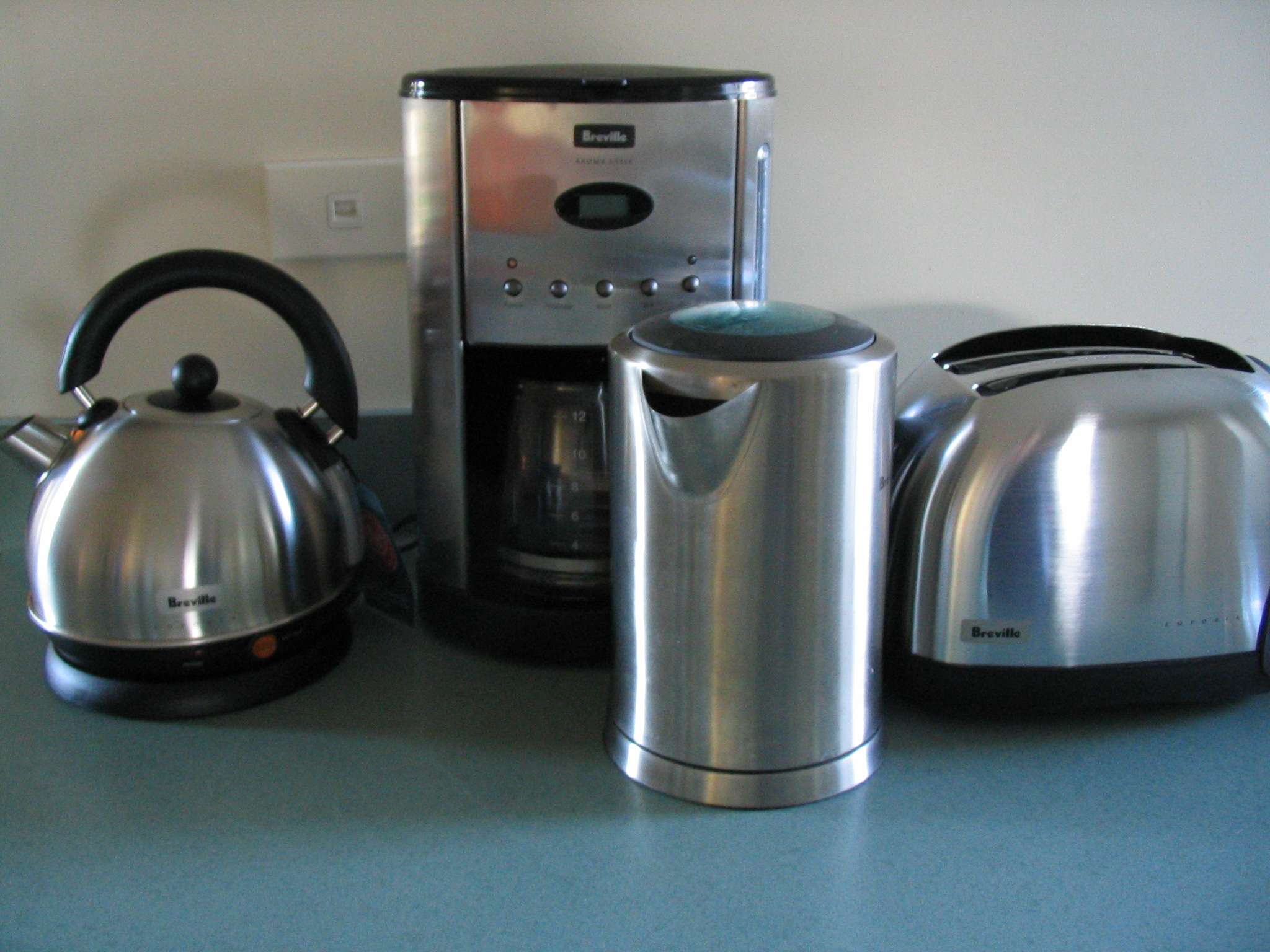
Một vài thiết bị điện nhỏ trong nhà bếp

Đồ gia dụng là tên gọi chỉ chung cho những vật dụng, mặt hàng, thiết bị được trang bị và sử dụng để phục vụ cho các tiện nghi, tiện ích nhằm đáp ứng nhu cầu sử dụng thường xuyên cho sinh hoạt hàng ngày đối với một gia đình, hộ gia đình. 
Với mức độ phổ biến và ứng dụng rộng, khái niệm "đồ gia dụng" liên quan đến các công cụ và thiết bị được thiết kế để phục vụ một chức năng hoặc mục đích cụ thể trong môi trường gia đình . Theo từ điển tiếng Anh Collins, "đồ gia dụng" được định nghĩa là "các thiết bị hoặc máy móc, thường là sử dụng điện, được sử dụng trong không gian nội trú và dùng để thực hiện các công việc như làm vệ sinh hay nấu ăn". Tuy nhiên, trong khía cạnh rộng hơn, hầu hết các thiết bị được sử dụng trong môi trường gia đình, bao gồm cả các thiết bị điện tử tiêu dùng và các thiết bị như bếp lò, tủ lạnh, lò nướng bánh và hệ thống điều hòa không khí, đều có thể được coi là đồ gia dụng.

### Đồ nội thất

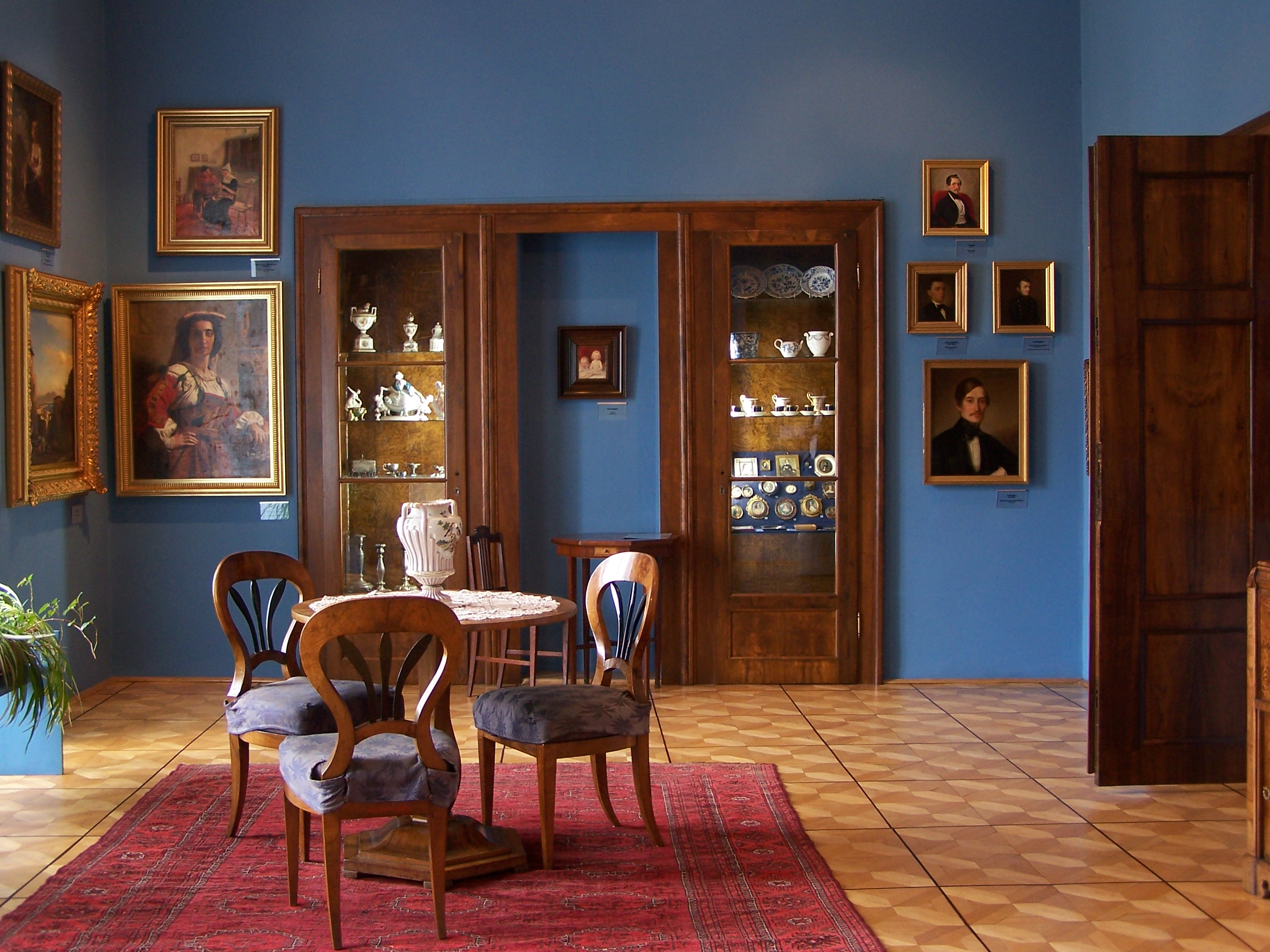
Thiết kế nội thất trong một căn phòng

Đồ nội thất là thuật ngữ chỉ các tài sản và vật dụng được bố trí và trang trí bên trong căn nhà, căn phòng, tòa nhà, nhằm hỗ trợ các hoạt động của con người trong công việc, học tập, sinh hoạt và giải trí. Các mặt hàng nội thất bao gồm ghế, bàn, giường, tủ quần áo, tủ sách, tủ chè, chạn, đồng hồ treo tường và có thể được làm từ nhiều vật liệu như gỗ, kim loại và nhựa. Đồ nội thất gỗ có tính thân thiện với môi trường, cải thiện chất lượng không khí và có độ bền cao.

## Vai trò kinh tế
Hàng tiêu dùng gia đình đóng vai trò quan trọng trong kinh tế của một quốc gia. Các tạp chí như "Consumer Reports" nghiên cứu về việc mua sắm hàng tiêu dùng gia đình. Việc vận chuyển hàng tiêu dùng gia đình được thực hiện bởi các công ty vận chuyển. Các công ty như Goodwill Industries hỗ trợ việc vứt bỏ hoặc phân phối lại các sản phẩm gia đình không cần thiết. Các dịch vụ quảng cáo phân loại và Craigslist cung cấp hỗ trợ trong việc quảng cáo và giao dịch hàng tiêu dùng gia đình. Ngoài ra, các sự kiện như buổi giảm giá đồ cũ và buổi bán đồ cũ trên xe hơi cũng hỗ trợ trong việc tiếp thị và bán hàng tiêu dùng gia đình.
Việc đảm bảo an toàn của chúng thường được chính phủ quy định, mà cũng thúc đẩy và tạo điều kiện cho việc nhập khẩu và xuất khẩu chúng.